# Sherry-azijn

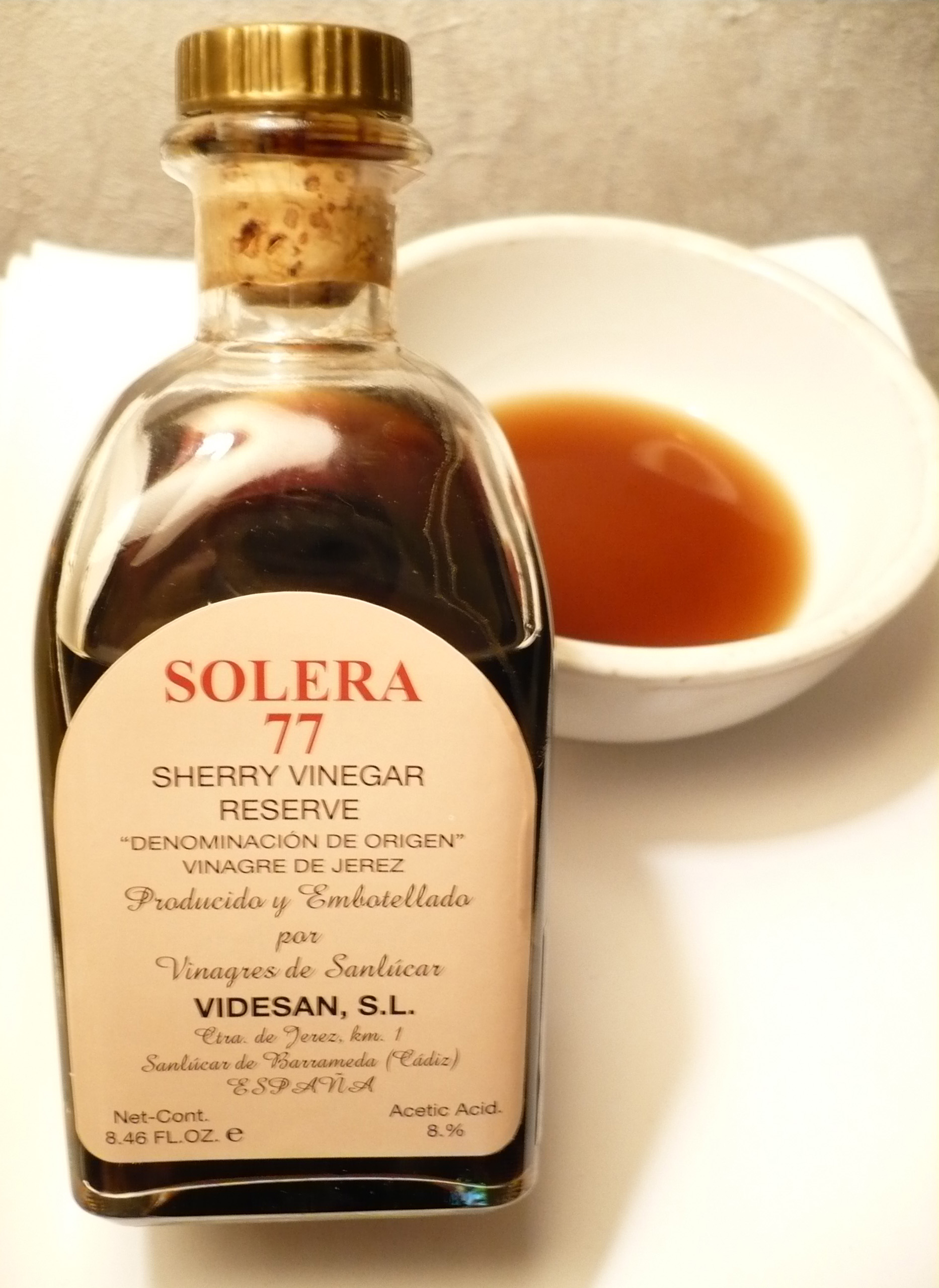
Een sherry-azijn met een Denominación de Origen Vinagre de Jerez

Sherry-azijn is een soort azijn die wordt gemaakt op basis van eersteklas sherry.
Sherryazijn met de beschermde herkomstaanduiding Denominación de Origen is volgens bepaalde vastgelegde regels geproduceerd. De allerbeste sherryazijnen rijpen wel dertig of zelfs honderd jaar op eikenhout en beschikken over een intens aroma. Naarmate sherryazijn langer op vat rijpt wordt deze donkerder.